# Мир юрского периода
«Мир ю́рского пери́ода» (англ. Jurassic World) — американский научно-фантастический боевик 2015 года режиссёра Колина Треворроу, который написал сценарий в соавторстве с Риком Джаффой, Амандой Сильвер и Дереком Коннолли по сюжету Джаффы и Сильвер. Это первый фильм в одноимённой трилогии и четвёртый фильм во франшизе «Парк юрского периода». В главных ролях Крис Прэтт, Брайс Даллас Ховард, Винсент Д’Онофрио, Тай Симпкинс, Ник Робинсон, Омар Си, Б. Д. Вонг и Ирфан Хан. Вонг повторил свою роль из оригинального фильма «Парк юрского периода». Действие происходит спустя 22 года после событий оригинального фильма на том же вымышленном острове Нублар, расположенном у тихоокеанского побережья Коста-Рики. Успешный тематический парк клонированных динозавров, получивший название «Мир юрского периода», работает на острове в течение многих лет, воплощая мечту Джона Хаммонда в жизнь. Парк погружается в хаос, когда трансгенный динозавр сбегает из своего вольера и впадает в ярость, в то время как заговор, организованный персоналом парка, создаёт больше опасностей.
Universal Pictures намеревалась начать производство четвёртого фильма в 2004 году и выпустить его в середине 2005 года, но проект оказался в производственном аду, в то время как сценарий претерпел несколько изменений. По предложению исполнительного продюсера Стивена Спилберга Джаффа и Сильвер исследовали идею функционального парка динозавров. После того, как в 2013 году Треворроу был нанят в качестве режиссёра, он следовал той же идее при разработке нового сценария с Коннолли. Съёмки продолжались с апреля по август 2014 года в Луизиане и на Гавайях. Динозавры были созданы компаниями Industrial Light & Magic с использованием CGI и Legacy Effects с использованием аниматроники в натуральную величину. Производство было завершено в мае 2015 года.
Премьера состоялась 29 мая 2015 года в Париже, 11 июня в СНГ и 12 июня в США компанией Universal Pictures. Он был высоко оценён критиками, и многие считали его лучшим продолжением «Парка юрского периода». Он заработал 1,6 миллиардов долларов по всему миру, став вторым кассовым фильмом 2015 года и самым кассовым фильмом во франшизе. На момент его выхода это был третий кассовый фильм всех времён и самый кассовый фильм, выпущенный Universal.
Были выпущены два продолжения: «Мир юрского периода 2» (2018) и «Мир юрского периода: Господство» (2022).

## Сюжет
Действие происходит через 22 года после событий «Парка юрского периода», в 2015 году. Джон Хаммонд давно умер, оставив после себя своё главное детище, парк-заповедник с динозаврами, не менее амбициозному, но не лишённому осторожности миллиардеру Саймону Масрани. Чтобы воплотить в жизнь задумку Хаммонда, тот разделил остров Исла-Нублар: северная его часть, где располагался «оригинальный» парк, стал местом обитания динозавров в дикой природе без вмешательства человека; южная же превратилась в «Мир юрского периода»: парк, где люди в безопасности смотрели на безобидных и дрессированных динозавров. Но со временем посещаемость парка начала падать, так как за 20 лет людей уже не впечатляют «старые аттракционы», и компания, владеющая парком, решает открыть новый аттракцион, чтобы привлечь больше посетителей. Для этого учёные компании создают новый и очень опасный вид динозавра — Индоминус Рекс. В первой сцене фильма показывается, как из яиц вылупляются два маленьких Индоминуса Рекса, но позже остаётся только один, съевший близнеца.
Двое братьев, Зак и Грей Митчеллы, прощаются с родителями в аэропорту и отправляются в парк «Мир юрского периода» на остров динозавров, где работает администратором их тётя, Клэр Диринг. Но она оказывается занята и даёт им пропуска на все аттракционы, поручив своей помощнице Заре приглядывать за братьями. Сама Клэр отправляется на другую часть острова, где живёт Индоминус Рекс. Там строители увеличивают высоту стены вольера в целях безопасности. По рекомендации Масрани она отправляется к Оуэну Грэйди, с которым её непродолжительное время связывали романтические отношения. Бывший морской пехотинец Грэйди теперь работает на «Ин-Ген» (за годы генетическая корпорация Хаммонда стала также частной военно-исследовательской компанией) и дрессирует велоцирапторов, которых глава «военного крыла» компании, Вик Хоскинс, хочет применить в военных целях. Оуэн выступает против этого, так как велоцирапторов, в отличие от других видов, тяжелее всего контролировать. Клэр просит Оуэна, чтобы он проверил вольер Индоминуса Рекса. Узнав историю выращивания этого динозавра, Оуэн говорит, что особь воспитывается неправильно — жизнь динозавра проходит в полной изоляции, что делает его восприятие окружающего мира некорректным. Впрочем, его замечание игнорируют. По прибытии обнаруживается, что особи на тепловизоре не видно. Они замечают следы когтей на стене и думают, что динозавр мог сбежать.
Оуэн вместе с охранником и рабочим входят в вольер для проверки, действительно ли особь сбежала. Но тут оказывается, что динозавр все время был в вольере, а царапины на стене были обманкой. Индоминус гонится за ними и съедает рабочего, но охранник открывает ворота. Индоминус Рекс прорывается через полуоткрытые ворота и съедает охранника, но Оуэн сумел спастись, облив себя бензином для маскировки своего запаха.
Оуэн добирается до центра управления. Вместе со всеми он следит за тем, как рейнджеры идут по датчику движения в джунгли. Дрессировщик замечает, что у персонала только оглушающее оружие, и предупреждает, что это большая особь, и рейнджеры не справятся. Его замечание снова игнорируют. Тем временем команда видит, что динозавр избавился от маячка. Командир отряда рейнджеров Катаси Хамада сообщает, что Индоминус Рекс ещё и способен менять окрас, мимикрируя под окружающую среду. Рейнджеры несут потери и отступают. Оуэн предлагает эвакуировать остров, но Масрани отказывается, думая, что они остановят динозавра по-тихому, и потому лишь закрывает все аттракционы близ промышленной зоны.
Тем временем племянники Клэр, Зак и Грей, сбегают от Зары. Они посещают «Королевство Тираннозавра Рекса», смотрят на кормление мозазавра. Затем, братья, катаясь по долине на гиросфере, выезжают через незапертые ворота в джунгли. Там на них нападает Индоминус Рекс. Короткий поединок ящера с анкилозавром даёт им немного времени, но все же недостаточно — прикончив противника, Индоминус Рекс бросается к гиросфере и практически без труда прокусывает её «непробиваемую» капсулу. Братьям чудом удаётся выбраться из уже не безопасного транспорта и спастись, бросившись с водопада. Оуэн и Клэр отправляются в джунгли на их поиски. Наткнувшись на вырезанное стадо апатозавров, они замечают, что особь убивает ради удовольствия — она не съела ни одного из убитых динозавров. Зак и Грей находят заброшенное строение гостевого дома старого Парка, где ремонтируют джип и уезжают. Оуэн и Клэр, не успев их догнать, прячутся от появившегося Индоминуса Рекса. Вначале она их не замечает, но потом проламывает крышу и пытается их догнать, но отвлекается, увидев вертолёт. Она направляется к «птичнику», но по пути на неё нападает вертолёт с пулемётом, пилотируемый неопытным директором парка Саймоном Масрани. Она разбивает купол вольера и выпускает птеранодонов и диморфодонов, которые сбивают вертолёт. Масрани не справляется с управлением. Он погибает при падении и взрыве вертолёта.
Тем временем Зак и Грей приезжают на джипе к воротам в парк (им открывают ворота в парк охранники). Туда и добираются Оуэн и Клэр. Птерозавры устраивают погром в парке, в ходе которого оказываются ранеными и убитыми множество посетителей и членов персонала, включая помощницу Клэр Зару, которую птерозавры буквально скормили мозазавру. На Оуэна нападает один из них, но Клэр спасает его, и он в благодарность целует её.
Они находят особь, но выясняется, что в ней есть ДНК велоцираптора — после короткого «разговора» она натравляет их на людей («У рапторов новая альфа», — замечает Оуэн). Несмотря на массированный огонь и отчаянное сопротивление, группа несёт дополнительные потери, хотя они и убивают одного из питомцев Оуэна. Выжившие динозавры убегают с особью. Клэр, видя происходящее, уезжает на машине. Велоцирапторы их преследуют, но братья отбиваются от них, и им удаётся оторваться. Один из велоцирапторов, Блю, нападает на Барри. Тот прячется в бревне. А Оуэн кричит («Блю!»). Динозавр перестаёт атаковать, узнав хозяина. Впрочем, она быстро переключается на Оуэна.
Оуэн, догнав Клэр, направляется в парк, где всех эвакуировали в безопасное место. Они направляются в лабораторию, где видят, что всё оборудование вынесли, а в «тайной лаборатории» полно материала на Индоминуса Рекса и иных хищников-гибридов. Хоскинс говорит, что Индоминус Рекс был первой попыткой создания «идеального убийцы», способного незаметно проникать во вражеские лагеря и уничтожать их, но появившийся велоцираптор убивает его. Выжившие выбираются на улицу, где их настигают велоцирапторы, а затем и Индоминус Рекс, которая снова пытается натравить свою «стаю» на людей, но Оуэну удаётся восстановить связь со своими подопечными, и он приказывает им напасть на зверя. В ходе битвы двое велоцирапторов погибают, и Клэр выпускает тираннозавра в качестве подкрепления. В ходе поединка Индоминус побеждает тираннозавра, но уцелевшему велоцираптору удаётся отвлечь Индоминуса, позволяя тираннозавру подняться на ноги и нанести серьёзные повреждения противнику. Тираннозавр подталкивает Индоминуса близко к водоёму, где его хватает за голову мозазавр и утаскивает под воду. Оставшийся в живых велоцираптор смотрит на Оуэна в ожидании следующей команды, но дрессировщик кивком даёт динозавру знать, что он свободен.
«Мир юрского периода» из-за всего произошедшего снова временно закрывают. Шокированные посетители и персонал сидят на пристани и ждут кораблей на Коста-Рику. На утро к Заку и Грею прилетают их родители. Клэр и Оуэн выясняют свои отношения («Будем держаться вместе») и уходят.
В последней сцене тираннозавр выходит на взлётную площадку и символически рычит в сторону разрушенного парка.

## В ролях
| Актёр               | Роль                             |
| ------------------- | -------------------------------- |
| Крис Прэтт          | Оуэн Грэйди                      |
| Брайс Даллас Ховард | Клэр Диринг                      |
| Винсент Д’Онофрио   | Вик Хоскинс                      |
| Тай Симпкинс        | Грей Митчелл                     |
| Ник Робинсон        | Зак Митчелл                      |
| Ирфан Хан           | Саймон Масрани                   |
| Б. Д. Вонг          | Генри Ву                         |
| Омар Си             | Барри                            |
| Джейк Джонсон       | Лоуэри Крутерс                   |
| Лорен Лэпкус        | Вивиан                           |
| Кэти Макграт        | Зара Янг                         |
| Брайан Ти           | Катаси Хамада                    |
| Джуди Грир          | Карен Митчелл мать Зака и Грея   |
| Энди Бакли          | Скотт Митчелл отец Зака и Грея   |
| Джимми Баффетт      | в роли самого себя               |
| Джимми Фэллон       | в роли самого себя               |
| Колин Треворроу     | мистер ДНК (голос)               |
| Брэд Бёрд           | голос диктора монорельса (камео) |

## Производство
После выхода «Парка юрского периода III» в 2001 году работа над четвёртым фильмом погрузилась в производственный ад на более чем десять лет. В 2011 году Спилберг подтвердил, что подготовка к четвёртой части в процессе и пишется сценарий к фильму.
Ещё до съёмок в фильм обещали ввести модель суперхищника, который будет громить всё на своём пути. «Будет один динозавр, созданный генетиками парка. Его ДНК соберут с ДНК других видов, так же, как в первом фильме пробелы в геноме были заполнены фрагментами ДНК лягушки. Это существо будет создано под управлением компании. Они хотели что-то ужасное и зубастое, и они получили это», — комментирует Треворроу. Также он добавляет, что цель фильма — донести до человека, что издевательство над животными может для него плохо кончиться.
В июне 2012 года появилась информация, что сценарий к фильму напишут Рик Джаффа и Аманда Сильвер, до этого работавшие над «Восстанием планеты обезьян». В марте 2013 года было объявлено, что режиссёром фильма станет Колин Треворроу. Джош Бролин первоначально рассматривался на роль Оуэна, но в итоге роль досталась Крису Прэтту. В ноябре стало известно, что Крис Прэтт ведёт переговоры на главную роль в фильме, а в феврале 2014 года его участие было утверждено. Джон Красински рассматривался на одну из ролей. В том же году Брайс Даллас Ховард была утверждена на роль Клэр Диринг.
Съёмки фильма начались 14 апреля 2014 года на Гавайях. В интервью Треворроу заявил, что заниматься аниматроникой будет та же компания, которая работала над предыдущими фильмами серии. 5 августа 2014 года Треворроу объявил об окончании съёмок.
Художником фильма выступил Эд Верро, работавший над третьей частью.
Первоначальное название фильма было «Парк юрского периода 4: Исчезновение». Но в сентябре 2013 года фильм был переименован в «Мир юрского периода».
27 ноября 2014 года вышел первый трейлер фильма. 20 апреля 2015 года вышел второй трейлер.
В качестве продакт-плейсмента в фильме использовались автомобили марки Mercedes-Benz: G-class, G63 AMG 6x6,Sprinter и GLE Coupè.
Это первый фильм из серии, который не продюсировала Кэтлин Кеннеди.

## Прокат

### Сборы
Сразу после выхода фильм установил несколько рекордов в современном кинематографе. За первый уик-энд проката в США фильм заработал 208 806 270 долларов, превзойдя предыдущее достижение фильма «Мстители» на $1,37 млн. Мировые сборы уик-энда составили $315,6 млн, что означает, что фильм Колина Треворроу здесь тоже становится абсолютным рекордсменом. До этого лучший результат принадлежал картине «Гарри Поттер и Дары Смерти. Часть 2», собравшей $314 млн. Кроме того фильм является первым в истории кинематографа, которому покорился рубеж, превышающий 500 миллионов долларов в первый уик-энд мирового проката. Рекорды по сборам в США и суммарным сборам в мире были отобраны у «Мира юрского периода» фильмом «Звёздные войны: Пробуждение силы», который вышел в прокат в декабре 2015 года. Суммарно в мире VII эпизод «Звёздных войн» собрал 529 млн долларов, а в США — 248 млн. Помимо всего, фильм стал 22-м, который собрал $1 млрд.
Также «Мир юрского периода» превзошёл достижение фильма «Форсаж 7» по достижению миллиардного рубежа — на это ему потребовалось 13 дней, в то время как «Форсаж 7» достиг этой отметки за 17 дней. Помимо этого «Мир юрского периода» установил рекорд сборов второго уик-энда США собрав 106,59 млн. Предыдущее достижение было за «Мстителями», собравшими в мае 2012 года в свой второй уик-энд $103,1 млн. Кроме того, блокбастер студии Universal Pictures преодолел в воскресенье 21 июня 400-миллионный рубеж, и случилось это на десятый день американского проката. До этого дня рекорд взятия столь высокой планки принадлежал всё тем же «Мстителям» — три года назад им на это понадобилось 14 дней.

### Критика
Фильм получил преимущественно положительные отзывы кинокритиков. На сайте Rotten Tomatoes на основе 358 рецензий со средним баллом 6,7 из 10 фильм получил оценку 72 %. На сайте Metacritic фильм имеет оценку 59 из 100 на основе 49 рецензий, что соответствует статусу «смешанные или средние отзывы».

## Сиквел
23 июля 2015 года студия Universal Pictures объявила, что продолжение фильма «Мир юрского периода» выйдет в кинотеатрах 22 июня 2018 года. Крис Прэтт и Брайс Даллас Ховард вернутся к своим ролям. Сюжет напишут Треворроу и Конолли.

## Критика
Во многих отзывах часто замечается сильное сходство сюжета и персонажей «Мира юрского периода» с научно-фантастическим триллером «Глубокое синее море». Кристофер Росен, директор новостей на Entertainment Weekly, написал в своём твиттере: «„Мир юрского периода“ — мой любимый ремейк „Глубокого синего моря“ 2015 года». Популярный веб-сайт The Complex заявил, что «Мир юрского периода» «в своей основе является высокобюджетным переосмыслением „Глубокого синего моря“, которого мы все заслуживаем».